# Lanišće
Lanišće (italienisch Lanischie) ist eine Gemeinde in der Gespanschaft Istrien, Kroatien.

## Lage und Einwohner
Die aus 14 Dörfern und Weilern bestehende Gemeinde liegt im Norden der Halbinsel Istrien.
Die Einwohnerzahl der Gemeinde lag im Jahr 2021 bei 268.
Es ist flächenmäßig die größte Gemeinde in Istrien und zugleich die ärmste.

## Verwaltungseinheiten
- Brest (Olmeto)
- Brgudac(Bergozza )
- Dane (Danne)
- Jelovice (Gelovizza)
- Klenovšćak (Clenosciacco, dt. Klem)
- Lanišće (Lanischie)
- Podgaće (Pogacce, dt. Podgatsch)
- Prapoće (Praporchie, dt. Prapotz)
- Račja Vas (Racia)
- Rašpor (Raspo, dt. Rasburg)
- Slum (Silun Mont’Aquila)
- Trstenik (Trestenico)
- Vodice (Istrien) (Vodizze)